# BACoMaB Trust Fund
Le BACoMaB Trust Fund, Fonds Fiduciaire du Banc d’Arguin et de la Biodiversité Côtière et Marine, est un mécanisme de financement durable créé en 2009 pour préserver l’exceptionnel capital naturel et humain du littoral et de la mer de Mauritanie. Le BACoMaB est une Fondation de droit anglais, reconnue « Œuvre de bienfaisance » au Royaume-Uni, avec un accord de siège lui permettant d’exercer ses activités en Mauritanie, où elle est reconnue d’utilité publique depuis décembre 2010.

## Description
A l’instar des autres fonds fiduciaires pour l’environnement, la fonction essentielle du BACoMaB consiste à mobiliser des capitaux importants dans le but de générer des revenus réguliers sur le long terme. Le capital du BACoMaB est investi sur les marchés financiers éthiques et socialement responsables, et les revenus générés sont utilisés pour financer les coûts de fonctionnement et d’aménagement des aires protégées marines et côtières (AMP) en Mauritanie.
Le BACoMaB apporte des ressources additionnelles à celles de l’État et des autres bailleurs, garantissant la prise en charge pérenne des coûts récurrents de mise en œuvre des activités prioritaires de conservation, mais aussi de développement durable, d’éducation environnementale ou de gouvernance.
Le BACoMaB est membre UICN. Le BACoMaB est étudié dans la littérature comme un exemple innovant de financement des activités de restauration et de conservation des écosystèmes et de la biodiversité.

## Historique
La création du BACoMaB s'est déployé en plusieurs phases. Le BACoMaB Trust Fund est une compagnie de droit anglais à responsabilité limitée par garantie, qui a été enregistrée à la « Chambre des sociétés » londonienne le 23 janvier 2009. Ses statuts ont été rédigés en mai 2010, puis la fondation a été reconnue en tant qu’”œuvre de bienfaisance” par la Charity Commission le 2 juin 2010. Des accords de siège en Mauritanie ont été finalement conclu le 2 août 2010. Le décret de reconnaissance d’utilité publique du BACoMaB en Mauritanie a été signé le 2 décembre 2010.
L'idée de créer ce Fonds Fiduciaire pour la Conservation (FFC) a émergé en 2002, mais il a fallu du temps pour regrouper les conditions nécessaires à sa création, autant sur le plan administratif, réglementaire que de gouvernance. Les Fonds Fiduciaires pour la Conservation (FFC) sont des mécanismes financiers qui mobilisent des capitaux importants dans le but de générer des revenus financiers réguliers et sur le long terme, réinvestis au profit de la gestion des aires protégées et/ou de programmes de conservation de la biodiversité.

## Vision, missions et valeurs du BACoMaB

### Vision
La vision vers laquelle tend le BACoMaB est la suivante : "Le BACoMaB, fondation environnementale de référence en Mauritanie, est un mécanisme financier performant qui mobilise des fonds ayant un impact majeur sur la conservation marine et côtière dans le pays."

### Missions & objectifs
Sur tous les sites bénéficiaires, les activités subventionnées par le fonds fiduciaire BACoMaB visent à :
- Assurer la conservation, la protection et l’amélioration de l’environnement physique et naturel des aires bénéficiaires ;
- Promouvoir, au profit des populations, le développement durable des « zones bénéficiaires » par :
  - La préservation, la conservation et la protection de l’environnement et l’utilisation raisonnable des ressources naturelles des zones bénéficiaires ;
  - La diminution de la pauvreté et l’amélioration des conditions de vie des populations résidant dans les zones bénéficiaires ;
  - La promotion des moyens de développement économiques durables et la régénération des zones bénéficiaires.
- Promouvoir l’éducation des populations dans le domaine de la biodiversité, de la conservation et de la gestion durable des zones bénéficiaires ;
- Contribuer à améliorer la transparence, la responsabilité financière et la gouvernance des aires protégées.

## Aires Marines Protégées (AMP) bénéficiaires

### Des AMP situées sur le littoral mauritanien

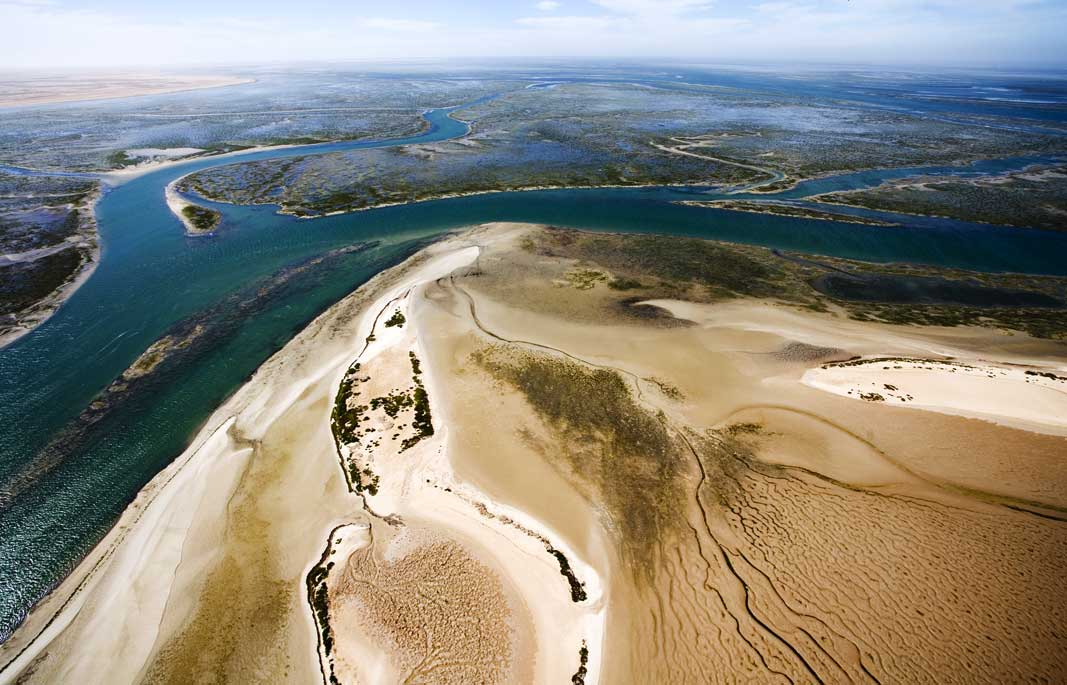
Vue aérienne du Parc National du Banc d'Arguin (PNBA)

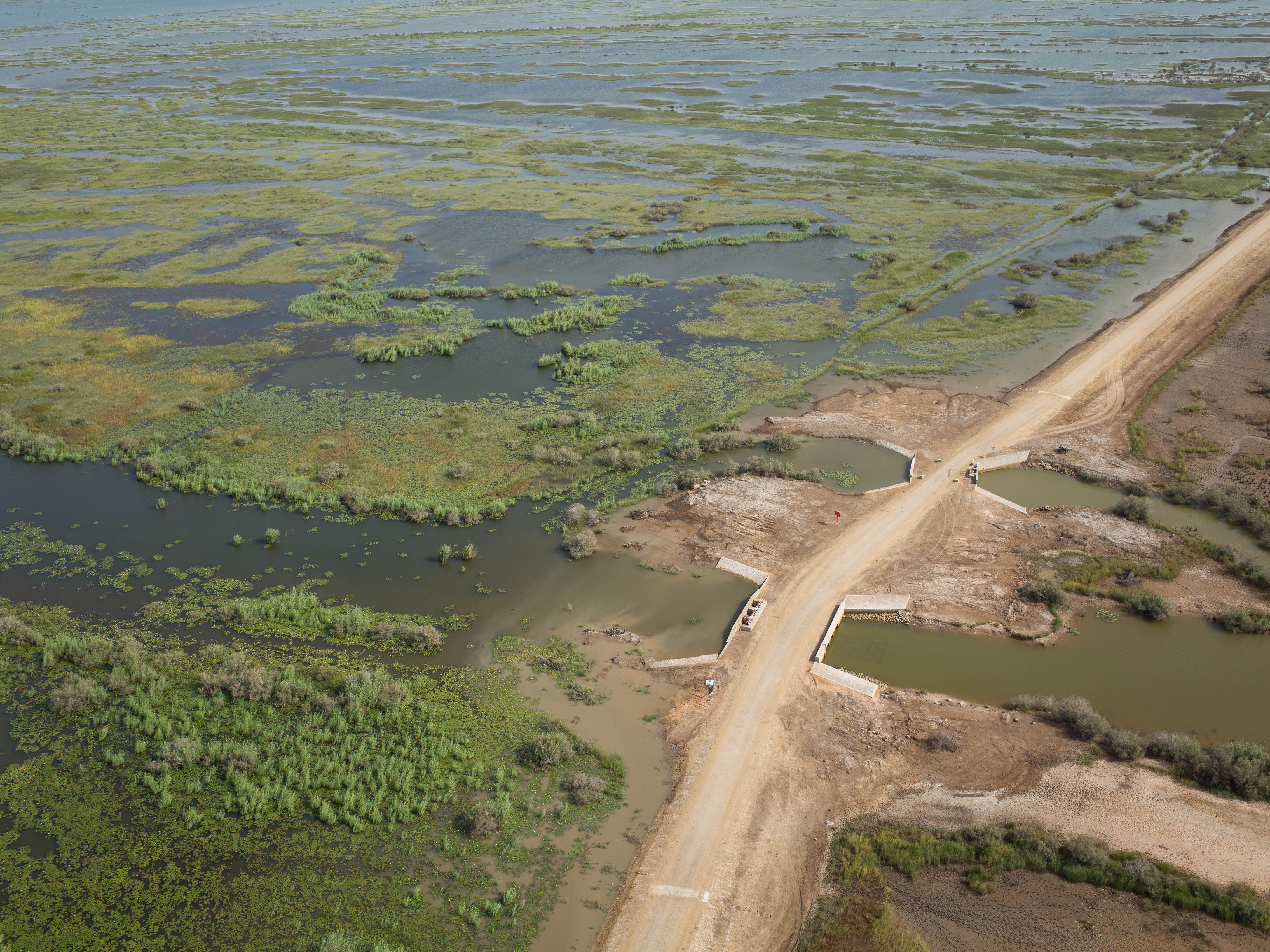
Ouvrage de Bell, Parc du Diawling (PND)

Le BACoMaB focalise son appui financier sur la participation aux charges récurrentes liées aux investissements et activités des aires marines et côtières protégées en Mauritanie dans les domaines de la surveillance, la gouvernance partagée, le développement communautaire, le suivi écologique, l’éducation environnementale ou le renforcement de capacités. Le BACoMaB dispose aussi d’un guichet « Petites Subventions » pour appuyer d’autres acteurs actifs dans les zones bénéficiaires ou œuvrant pour leur gestion durable.
Toutes les AMP bénéficiaires sont situées sur le littoral mauritanien.
- Parc National du Banc d'Arguin (PNBA) : Créé en 1976 et classé zone humide d’importance internationale (Convention Ramsar) en 1982 et site du Patrimoine mondial de l’Humanité par l’UNESCO en 1989, le PNBA est le plus grand parc national marin et côtier en Afrique. Avec une superficie de 12.000 km2, il couvre le tiers du linéaire côtier mauritanien.
- Parc National du Diawling (PND) : Créé en 1991, le Parc National du Diawling (PND) est une aire protégée de 16.000 ha classée comme site Ramsar en 1994 pour l’importance de ses zones humides. Il se situe sur la rive droite du bas delta du fleuve Sénégal à l’interface fleuve – océan, première bande de verdure après les zones désertiques qui occupent les deux tiers du littoral.
- Baie de l’Étoile : Le site de la Baie de l’Étoile, situé sur la presqu’île du Cap Blanc à 13 km au nord de la ville de Nouadhibou, est doté de caractéristiques écologiques remarquables et fait l’objet d’un projet de classement.
- Réserve Satellite du Cap Blanc : La Réserve Satellite du Cap Blanc (RSCB – 2,10 km2 sous administration du PNBA), située sur la pointe Sud de la presqu’île de Nouadhibou, a été créée en 1986 pour protéger une des dernières populations au monde de Phoques moines.

L'apport du BACoMaB permet de constituer un mode de financement durable pour les différentes AMP bénéficiaires, en apportant chaque année une subvention permettant de faire face aux activités prévues dans les Plans de Travail Annuels.

### Le littoral mauritanien, recelant une richesse biologique exceptionnelle à protéger
Le littoral mauritanien a une longueur approximative de 720 km. Au cœur du littoral ouest-africain, les hauts fonds, vasières et herbiers du Banc d’Arguin forment une zone à valeur écologique unique, essentielle pour la biodiversité à l’échelle régionale (de nombreuses espèces de poissons et crustacés s’y reproduisent) et mondiale (oiseaux migrateurs). De nombreuses autres aires littorales et marines en Mauritanie constituent des habitats fragiles qui abritent un niveau très élevé de biodiversité et suscitent un intérêt particulier pour la conservation internationale.
Les services économiques fournis par l’écosystème marin sont exceptionnellement élevés, particulièrement en termes de pêche industrielle et artisanale. La pêche contribue en effet à plus de 10% au PIB de la Mauritanie, et génère plus du tiers des emplois dans le pays (principal employeur).

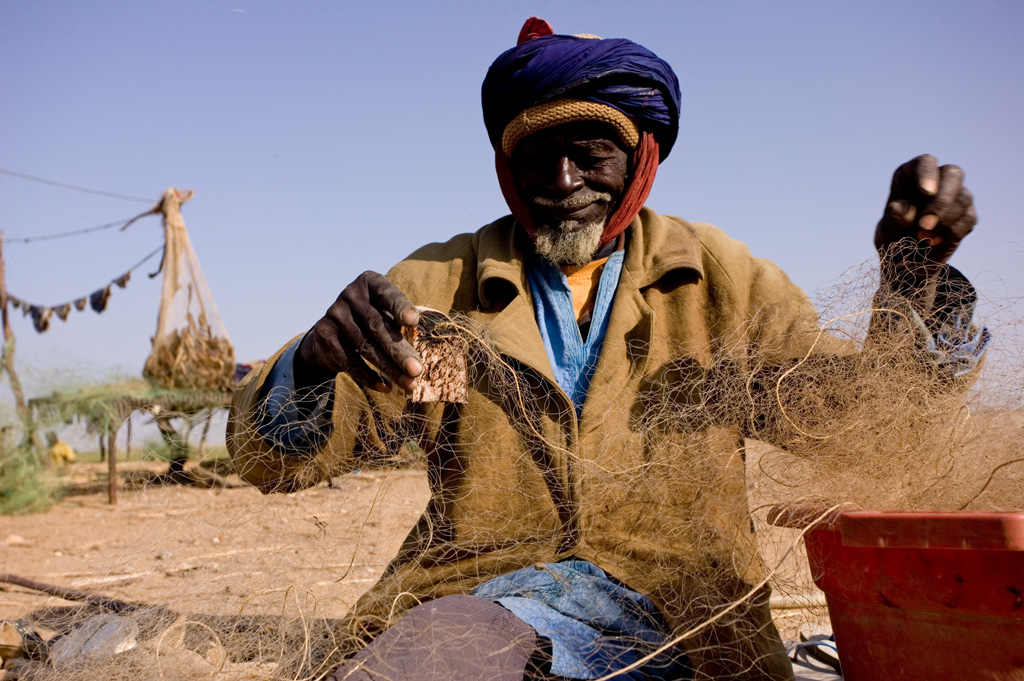
Pêcheur traditionnel Taghrédient au Parc National du Diawling (PND)

Néanmoins, le changement climatique et la pression croissante des activités humaines (pêche intensive, transport maritime, exploration/exploitation pétrolière offshore, exploitation minière en périphérie de la zone littorale, développement urbain) sur la zone marine et côtière en Mauritanie, constituent des menaces potentielles importantes à la biodiversité et au développement économique durable du pays.
La protection durable du littoral mauritanien contre les risques de pollution et de surexploitation constitue, au-delà du caractère patrimonial, un impératif en matière de gestion des ressources halieutiques. Plus de 40.000 emplois liés au secteur des pêches pourraient être compromis par la dégradation du littoral.

### Mécanisme d’octroi des subventions
Les subventions sont octroyées sur la base de procédures de priorisation des bénéficiaires et des activités. La politique et les procédures du programme de subventions du BACoMaB fixent aussi des critères d’éligibilité des Institutions gestionnaires des sites visant à jeter les bases d’une meilleure gouvernance institutionnelle et environnementale. Le BACoMaB cherche à financer des projets à forte probabilité de succès et des bénéficiaires avec une forte capacité à gérer durablement la biodiversité marine et côtière en Mauritanie.
Les sites marins et côtiers bénéficiant d’un statut officiel de protection sont les principales cibles des financements du BACoMaB. Les premiers critères de priorisation des « Zones bénéficiaires » sont :
- La richesse de la biodiversité ;
- L’état du site et les menaces qui y pèsent ;
- Le statut national et les labels internationaux ;
- Le statut et les capacités de l’Institution de gestion ;
- Le gap réel de financement : écart entre le Plan de Travail et Budget annuels et les budgets alloués par la loi de finance et les différents PTF.

## Volets de financement & champs d'intervention
Le BACoMaB focalise son action et contribue au financement d’activités permettant d’atteindre les objectifs définis dans les Plans d’Aménagement et de Gestion des Zones bénéficiaires. Le BACoMaB n’a pas vocation à se substituer à l’État mauritanien pour la protection de son environnement marin et côtier, mais à apporter des ressources additionnelles garantissant une pérennité financière pour la mise en œuvre des activités jugées prioritaires détaillées ci-dessous.

### Restauration et conservation écologique
La restauration et la conservation des écosystèmes de Mauritanie sont essentielles pour préserver la biodiversité face aux pressions humaines et climatiques.
Au Parc National du Banc d’Arguin (PNBA), les actions de préservation se concentrent sur la protection des écosystèmes marins et côtiers uniques, avec une attention particulière à la biodiversité marine. Ces efforts incluent la surveillance, le monitoring et la gestion des ressources halieutiques pour assurer la pérennité des espèces et des habitats. Les actions menées visent à maintenir l’équilibre des écosystèmes en réponse aux pressions humaines croissantes, notamment la pêche, tout en préservant les conditions de vie des communautés locales, telles que les Imraguen, qui dépendent des ressources marines pour leur subsistance.
Au Parc National du Diawling (PND), la restauration des écosystèmes repose sur une gestion rigoureuse des zones humides et des habitats naturels essentiels à la biodiversité locale. La gestion hydrologique est un enjeu crucial pour la préservation des écosystèmes aquatiques, notamment la régulation des flux d’eau et la gestion des écosystèmes de mangrove, de lagunes et de mares. Ces actions visent à renforcer la résilience des écosystèmes face aux défis climatiques et à maintenir la biodiversité dans ces zones fragiles.

### Surveillance maritime et côtière
La surveillance dans les Aires Marines Protégées (AMP) en Mauritanie, soutenue par le BACoMaB, joue un rôle clé dans la préservation des écosystèmes marins et côtiers.
Au Parc National du Banc d’Arguin (PNBA), elle vise à protéger la biodiversité face à la pression croissante de la pêche artisanale et à garantir l’accès exclusif des pêcheurs Imraguen à la ressource. Cette surveillance repose sur une collaboration étroite entre le PNBA, la Garde Côtes Mauritanienne (GCM) et les populations locales.
Parallèlement, au Parc National du Diawling (PND), des conventions de surveillance partagée, établies avec les communautés locales, permettent d’étendre la couverture du parc et d’améliorer l’efficacité des patrouilles. Ces initiatives renforcent la gestion participative et assurent une surveillance plus réactive contre des activités illégales, comme la coupe de bois ou la pêche non réglementée, contribuant ainsi à une protection durable des ressources naturelles.

### Gouvernance, efficacité de gestion & transparence des AMP
Le BACoMaB joue un rôle clé dans la promotion de la bonne gouvernance des AMP en Mauritanie, en soutenant la planification, le suivi-évaluation, la gouvernance partagée et le renforcement des capacités des gestionnaires. Grâce à des critères d’éligibilité aux financements, il incite à améliorer la gouvernance et à identifier les faiblesses, pour mieux orienter l’accompagnement. Le BACoMaB assure également un rôle de coordination avec les autres partenaires techniques et financiers des parcs, établit des indicateurs pour mesurer l’impact sur la biodiversité, et œuvre pour renforcer l’éducation environnementale du public. Ces actions visent à assurer une gestion plus efficace, transparente et durable des aires protégées.

### Éducation environnementale
Dans le cadre de son Plan Stratégique 2018-2027, le BACoMaB soutient activement la promotion de l’éducation environnementale au sein des Aires Marines Protégées (AMP).
Le programme de sensibilisation à l’environnement du Parc National du Diawling (PND), qui fait partie du Plan d’Aménagement et de Gestion du PND, bénéficie de l’appui du BACoMaB pour renforcer les capacités des éducateurs et intégrer des modules éducatifs sur la biodiversité, les services écosystémiques, et le changement climatique dans le programme scolaire. Ce soutien vise à sensibiliser les jeunes générations à l’importance de la conservation et à encourager des comportements respectueux de l’environnement.

## Capitalisation et portefeuille

### Constitution du portefeuille
Le capital du BACoMaB provient de l’appui sectoriel des accords de pêche entre l’État Mauritanien et l’Union Européenne, de la Coopération Allemande (KfW et GIZ), de la Fondation MAVA, de l’Agence Française de Développement (AFD) et du Fonds Français pour l’Environnement Mondial (FFEM).
Fin 2023, le capital du BACoMaB est ainsi constitué :
| Bailleur                                           | Montant de la contribution au portefeuille (en €) |
| -------------------------------------------------- | ------------------------------------------------- |
| Coopération Allemande (KfW)                        | 15 200 000                                        |
| Fondation MAVA                                     | 12 000 000                                        |
| Agence Française de Développement (AFD)            | 7 300 000                                         |
| Appui sectoriel RIM/UE (accords de pêche)          | 3 100 000                                         |
| Fonds Français pour l'Environnement Mondial (FFEM) | 1 000 000                                         |
| Capital total                                      | 38 600 000                                        |
| Fortune totale                                     | 40 400 000                                        |

L'évolution du portefeuille du BACoMaB depuis 2010 est la suivante :
| Année | Capital du BACoMaB au 31 décembre | Fortune au 31 Décembre |
| ----- | --------------------------------- | ---------------------- |
| 2010  | 505 915                           |                        |
| 2011  | 4 443 716                         |                        |
| 2012  | 9 443 716                         | 9 663 506              |
| 2013  | 9 899 643                         | 10 292 028             |
| 2014  | 13 399 643                        | 14 724 593             |
| 2015  | 21 399 643                        | 22 699 145             |
| 2016  | 21 399 643                        | 23 423 625             |
| 2017  | 23 099 643                        | 24 919 022             |
| 2018  | 26 599 643                        | 27 674 748             |
| 2019  | 31 399 643                        | 34 658 942             |
| 2020  | 32 583 034                        | 36 704 973             |
| 2021  | 32 583 034                        | 37 990 318             |
| 2022  | 38 583 034                        | 41 760 116             |

### Gestion du portefeuille
Le BACoMaB utilise les services d’un gestionnaire de portefeuille professionnel, qui reçoit un mandat de gestion de la part du CA pour gérer les fonds conformément à la politique d’investissement du BACoMaB. Un dépositaire des fonds garde les titres détenus par le BACoMaB et réalise les opérations de vente et d’achat sur ordre du gestionnaire de portefeuille. Des rapports réguliers sont préparés par le gestionnaire de portefeuille et examinés par le Comité d’Investissement du BACoMaB. Sur la base de ces rapports le Conseil d’Administration décide des montants disponibles pour les subventions en fonction des revenus générés et des réserves à constituer.

### Politique d'investissement
Le but de la gestion financière du BACoMaB est de générer une performance des investissements suffisante pour lui permettre la couverture des coûts liés aux subventions annuelles aux aires marines protégées de Mauritanie et au fonctionnement de ses organes de gouvernance.
Les objectifs de gestion, par ordre de priorité, sont :
1. Effectuer les distributions annuelles nécessaires
2. Préserver le capital dans la devise de référence sur un horizon de 10 ans glissants
3. Croître le capital, du montant de l’inflation voire un peu plus, grâce à la génération d’une performance supérieure au taux de distribution

Le BACoMaB a également un objectif extra-financier, à savoir d’utiliser une partie de son capital avec un but de double impact : un retour sur investissement et une action tangible et positive sur le plan social et/ou environnemental. Ce faisant, il s’efforce de réduire les risques d’une utilisation de ses fonds contraire à sa mission première qui est la protection de l’environnement. Il déploie une approche responsable et durable (ISR) s’étendant progressivement à la totalité de son portefeuille.

## Partenaires
Les partenaires qui ont participé à la capitalisation et à l’appui au fonctionnement du BACoMaB sont :
- L’État Mauritanien et l’Union Européenne : La Mauritanie, bénéficiaire unique du BACoMaB, a été aussi chronologiquement le premier contributeur à la capitalisation du fonds. Cette contribution de la Mauritanie, issue du financement de ses accords de pêche avec l’Union Européenne, est une démarche exemplaire pour l’Afrique.
- La Coopération Allemande (KfW et GIZ) : L’Allemagne a participé à travers ses organismes de coopération technique et financière que sont respectivement la GIZ et la KfW à la conception du modèle du fonds fiduciaire et à sa capitalisation. La GIZ s’est investie à travers la mise à disposition d’une assistance technique et de moyens pour appuyer la création du fonds, l’opérationnalisation de la Direction Exécutive du Fonds, le renforcement des organes de gouvernance du BACoMaB, la capitalisation et levée de fonds additionnels, ainsi que le soutien au PNBA et au PND pour l’atteinte des conditions d’éligibilité.
- La Fondation MAVA : La MAVA est une fondation suisse fondée par M. Luc Hoffmann en vue d’appuyer les efforts de conservation au niveau mondial. Elle a contribué aux efforts de conservation en Mauritanie au profit du Banc d’Arguin à travers la FIBA (Fondation Internationale du Banc d’Arguin) et a participé à la réflexion sur la création d’un fonds fiduciaire et à sa capitalisation.
- La Coopération Française (AFD et FFEM) : L’Agence Française de Développement (AFD) et le Fonds Français pour l’Environnement Mondial (FFEM) ont  contribué au renforcement du fonds de dotation du BACoMaB, et au financement d’études scientifiques dont l’objectif est d’évaluer les services rendus par les écosystèmes du Banc d’ Arguin.